# Marleen van Iersel
Marleen van Iersel (Breda, 7 gennaio 1988) è una giocatrice di beach volley olandese.

## Biografia
Ha debuttato nel circuito professionistico internazionale il 14 giugno 2005 a Gstaad, in Svizzera, in coppia con Marloes Wesselink piazzandosi in 57ª posizione. L'8 maggio 2011 ha ottenuto la sua prima vittoria in una tappa del World tour a Shanghai, in Cina, insieme a Sanne Keizer. Nel massimo circuito FIVB ha trionfato per due volte sempre in coppia con Sanne Keizer.
Ha preso parte all'edizione dei Giochi olimpici di Londra 2012, occasione in cui si è classificata in nona posizione insieme a Sanne Keizer.
Ha preso parte altresì a tre edizioni dei campionati mondiali ottenendo come miglior risultato il quinto posto a Stavanger 2009 con Sanne Keizer.
Ha vinto inoltre la medaglia d'oro ai campionati europei a L'Aia 2012, sempre insieme a Sanne Keizer.
Nei campionati iridati giovanili ha conquistato una medaglia d'argento ai mondiali giovani a Bermuda 2006 con Danielle Remmers, nonché una d'oro e due di bronzo ai mondiali juniores, esattamente giungendo terza a Mysłowice 2006 ed a Modena 2007 sempre con Marloes Wesselink e vincendo il titolo a Brighton 2008 insieme a Danielle Remmers.
A livello europeo, sempre nelle categorie giovanili, può vantare una medaglia di bronzo nella categoria giovani a Brno 2003 con Leonie Penninga e due d'oro in quella juniores a Tel Aviv 2005 ed a L'Aia 2007 rispettivamente in coppia con Marloes Wesselink e Danielle Remmers.

## Palmarès
Campionati europei
- 1 oro: a L'Aia 2012

Campionati mondiali juniores
- 1 oro: a Brighton 2008
- 2 bronzi: a Mysłowice 2006 ed a Modena 2007

Campionati mondiali giovani
- 1 argento: a Bermuda 2006

Campionati europei juniores
- 2 ori: a Tel Aviv 2005 ed a L'Aia 2007

Campionati europei giovani
- 1 bronzo: a Brno 2003

World tour
- 6 podi: 2 primi posti, 1 secondo posto e 3 terzi posti

World tour - vittorie
| Data           | Località  | Nazione | in coppia con |
| -------------- | --------- | ------- | ------------- |
| 8 maggio 2011  | Shanghai  | Cina    | Sanne Keizer  |
| 22 maggio 2011 | Mysłowice | Polonia | Sanne Keizer  |

World tour - trofei individuali
- 1 volta migliore giocatrice al servizio: nel 2010
- 1 volta giocatrice più migliorata: nel 2009